# Презумпция естественности
Презу́мпция есте́ственности — принцип, согласно которому любое явление природы следует считать искусственным тогда и только тогда, когда будут исчерпаны все без исключения естественные/известные объяснения; одно из проявлений бритвы Оккама в астрофизических исследованиях.
Предложена астрофизиком Иосифом Шкловским на советско-американском симпозиуме, происходившем на Бюраканской обсерватории АН Армянской ССР осенью 1971 года, как принцип, который должен неукоснительно соблюдаться при исследовании любого объекта и явления в Космосе, и принята всеми участниками.

## Поддержка
Сторонники презумпции естественности утверждают, что она служит защитой той части науки, что связана с проблемой внеземных цивилизаций, от прожектёрства и мифотворчества.

## Критика
Презумпцию естественности неоднократно критиковали в связи с тем, что естественные объяснения какого-либо явления практически не могут быть исчерпаны (например, непосредственные встреча и общение с представителем внеземной цивилизации могут быть объяснены галлюцинацией, происхождением «представителя ВЦ» из человеческой «секретной лаборатории», мистификацией и тому подобным). Противникам гипотезы существования внеземной жизни это даёт возможность для любого объекта/явления во Вселенной найти такое объяснение, которое «доказывало» бы, что данный объект/явление имеет природное или человеческое происхождение.

## Проникновение в культуру
Презумпция естественности рассматривалась в произведениях таких писателей-фантастов, как Павел Амнуэль, Рэй Брэдбери и других.